# Cleopatra grandidieri
Cleopatra grandidieri là một loài ốc nước ngọt với một nắp, là động vật chân bụng sống dưới nước động vật thân mềm trong họ Paludomidae.
Đây là loài đặc hữu của Madagascar.